# Elisabeth Jeanne de Cerjat
Elisabeth Jeanne de Cerjat (Louth, 2 januari 1769 - Lausanne, 22 augustus 1847) was een Zwitsers-Brits filantrope.

## Biografie
Elisabeth Jeanne de Cerjat was een dochter van Jean-François Maximilien, die zich in Engeland had gevestigd en de Britse nationaliteit had verworven, en van Marguerite-Madeleine Stample. In 1780 keerde ze naar Vaud terug en vestigde ze zich in Lausanne. Samen met haar zus Sabine verzorgde ze er de armen. Nadat ze in 1842 in Heidelberg werd geopereerd voor cataract, wilde ze slechtzienden helpen en kwam ze in contact met Frédéric Recordon, die in 1840 een kleine oogheelkundige hulppost had geopend. Ze wist William Haldimand voor hun project te engageren en richtte in 1843 samen met hem een tehuis voor blinden op in Lausanne. Zelf droeg ze daar 4.000 frank toe bij, al voorzag Haldimand het grootste deel van de middelen.